# Commune de plein exercice
Pour un article plus général, voir Commune (France).
En France, une commune de plein exercice est une commune ultramarine dont l'organisation, le fonctionnement et les attributions sont comparables à ceux d'une commune métropolitaine.
Les communes de plein exercice apparaissent, à l'époque coloniale, avec la création des communes de Saint-Pierre et de Miquelon (aujourd'hui Miquelon-Langlade) à Saint-Pierre-et-Miquelon par le décret du 13 mai 1872 et celle des communes de Saint-Louis et de Gorée au Sénégal par le décret du 10 août 1872. Deux autres communes de plein exercice sont créées au Sénégal : Rufisque par le décret du 12 juin 1880 et Dakar par le décret du 17 juin 1887.
En Nouvelle-Calédonie, Nouméa est créée par le décret du 8 mars 1879 et, dans les Établissements français d'Océanie (aujourd'hui Polynésie française), Papeete est créée par le décret du 20 mai 1890. 
Sous la IVe République, la loi du 18 novembre 1955 créée quarante-quatre communes de plein exercice, à savoir : Thiès, Kaolack, Ziguinchor, Diourbel, Louga et Gorée au Sénégal ; Bamako, Kayes, Mopti et Segou au Soudan (aujourd'hui Mali) ; Konakry (aujourd'hui Conakry), Kindia, Kankan, Mamou et N'Zérékoré (aujourd'hui Nzérékoré) en Guinée ; Porto-Novo, Cotonou, Ouidah, Abomey et Parakou au Dahomey (aujourd'hui Bénin) ; Abidjan, Bouaké et Grand-Bassam en Côte d'Ivoire ; Niamey au Niger ; Ouagadougou et Bobo-Dioulasso en Haute-Volta (aujourd'hui Burkina Faso) ; Brazzaville et Pointe-Noire au Moyen-Congo (Congo-Brazzaville) ; Fort-Lamy (aujourd'hui N'Djaména) au Tchad ; Douala, Yaoundé et N'Kongsamba (aujourd'hui Nkongsamba) au Cameroun ; Lomé, Anecho (aujourd'hui Aného), Atakpamé et Sokodé au Togo ; Tananarive (aujourd'hui Antananarivo), Majunga (Mahajanga), Diégo-Suarez (Antsiranana), Tamatave (Toamasina) et Fianarantsoa à Madagascar